# Содді (місячний кратер)
Кратер Содді (лат. Soddy) — великий метеоритний кратер на екваторі зворотного боку Місяця. Назва кратеру присвоєна на честь англійського радіохіміка Фредеріка Содді (1877—1956) і затверджена Міжнародним астрономічним союзом у 1976 році.

## Опис кратера
Найближчими сусідами кратера є кратер Герон на заході; кратер Кінг на півночі північному заході; кратер Занстра на північному сході і кратер Бечварж на південному сході. Селенографічні координати центра кратера 0°27′ пн. ш. 121°46′ сх. д. / 0.45° пн. ш. 121.77° сх. д., діаметр 40,8 км, глибина 2,2 км.
Кратер Содді має полігональну форму і є повністю зруйнованим і перетворився у пониження місцевості. Залишки вала перекриті безліччю невеликих кратерів, які добре вирізняються у його північно-східній частині. Дно чаші є пересіченим, зі значною кількістю малих та неглибоких кратерів, мало відрізняється від навколишньої місцевості. Кратер Содді й місцевість навколо нього мічені світлими променями від кратера Кінг (або від центра поблизу кратера Кінг).

## Сателітні кратери

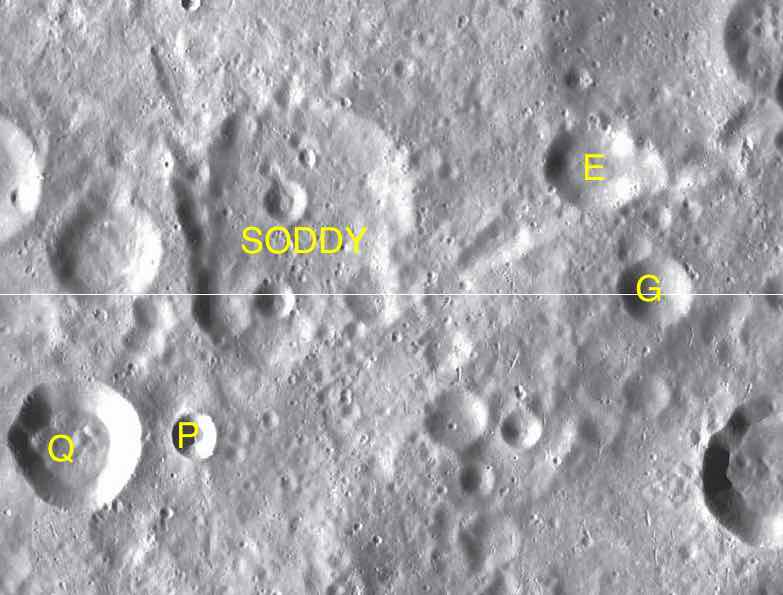
Фрагменти мап LAC-65, LAC-83.

| Содді | Координати                                                | Діаметр, км |
| ----- | --------------------------------------------------------- | ----------- |
| E     | 0°44′ пн. ш. 123°28′ сх. д. / 0.73° пн. ш. 123.46° сх. д. | 18,2        |
| G     | 0°01′ пн. ш. 123°49′ сх. д. / 0.02° пн. ш. 123.81° сх. д. | 12,1        |
| P     | 0°48′ пд. ш. 121°10′ сх. д. / 0.8° пд. ш. 121.17° сх. д.  | 8,4         |
| Q     | 0°50′ пд. ш. 120°30′ сх. д. / 0.84° пд. ш. 120.5° сх. д.  | 23,1        |